# Heather Wilson (Politikerin)

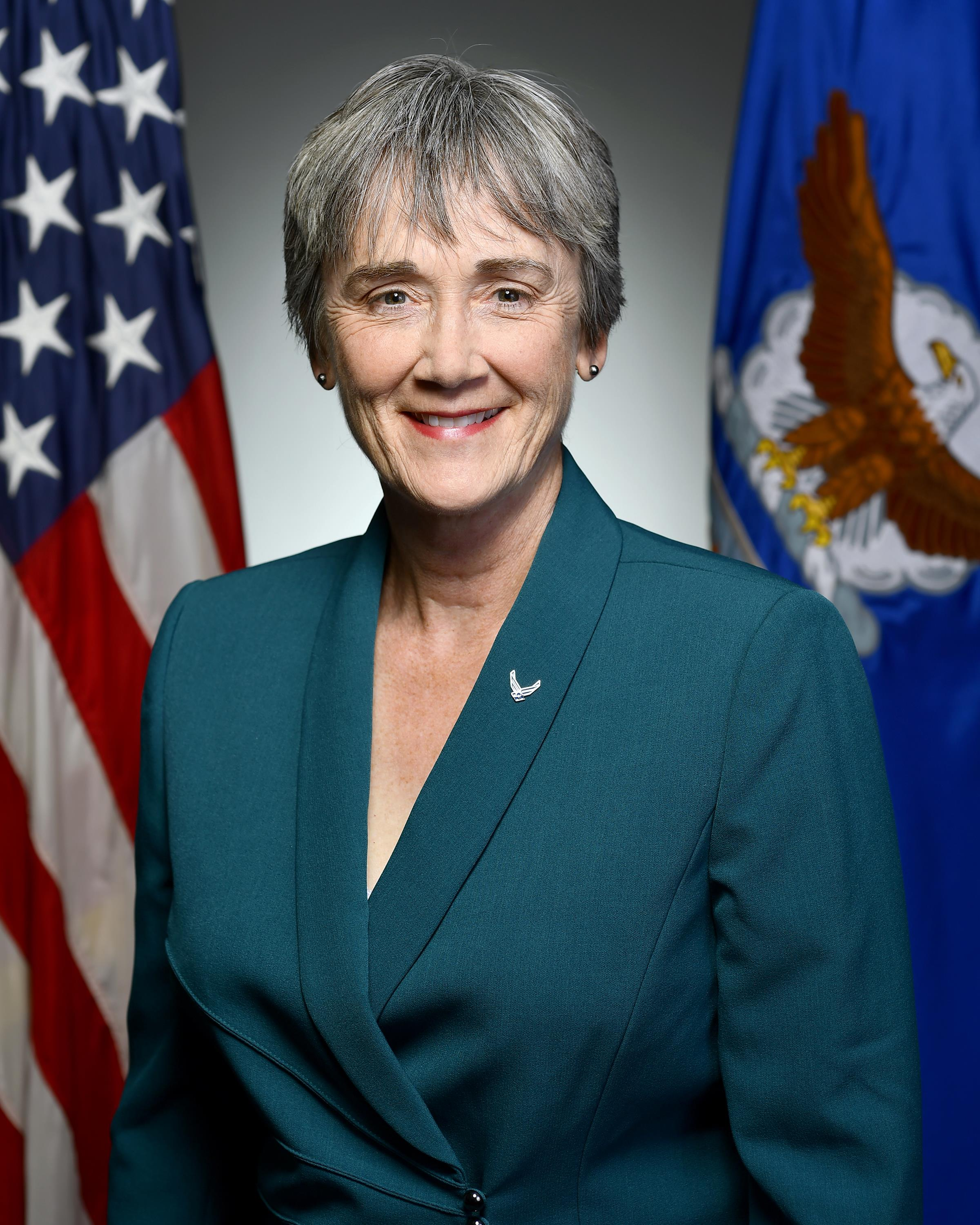
Heather Wilson (2017)

Heather Ann Wilson (* 30. Dezember 1960 in Keene, New Hampshire) ist eine US-amerikanische Politikerin. Zwischen 1998 und 2009 vertrat sie den ersten Wahlbezirk des Bundesstaates New Mexico im US-Repräsentantenhaus. Vom 16. Mai 2017 bis zum 31. Mai 2019 war sie die United States Secretary of the Air Force.

## Familie, Ausbildung und Beruf
Heather Wilson besuchte die Keene Highschool und absolvierte dann im Jahr 1982 die US-Luftwaffenakademie in Colorado Springs. Bis 1985 studierte sie auch noch an der Oxford University in England. Bis 1989 blieb sie Mitglied der US-Luftwaffe.
Zwischen 1989 und 1991 war Wilson Abteilungsleiterin im Nationalen Verteidigungsrat der Vereinigten Staaten. Ihr Aufgabengebiet war die europäische Verteidigung und die Rüstungskontrolle.
Heather Wilson ist mit Jay Hone verheiratet.

## Politische Laufbahn
Von 1995 bis 1998 war Wilson Familienministerin New Mexicos.
Nach dem Tod des Kongressabgeordneten Steven Schiff am 25. März 1998 wurde Heather Wilson bei der Nachwahl mit 5 Prozent Stimmenvorsprung gegen Phil Maloof in das US-Repräsentantenhaus gewählt. Sie trat am 23. Juni 1998 ihr Mandat an und entschied auch die reguläre Wahl im November 1998 und die weiteren Wahlen bis 2006 für sich, trat aber bei der Wahl 2008 nicht wieder an und schied am 3. Januar 2009 aus dem Kongress aus. Stattdessen bewarb sie sich bei der Wahl 2008 um einen Sitz im Senat der Vereinigten Staaten, unterlag aber in der republikanischen Vorwahl (Primary) dem Kongresskollegen Steve Pearce.
Während ihrer Zeit im Kongress war sie Mitglied im Ausschuss für Energie und Handel sowie im Geheimdienstausschuss. Sie stimmte zunächst in 90 Prozent der Abstimmungen mit ihrer Partei und für die Regierung von Präsident George W. Bush. Im Lauf der Jahre nahm sie eine kritischere Haltung gegenüber der Bundesregierung ein, stimmte aber bei etwa 70 Prozent der Abstimmungen nach wie vor für den Kurs ihrer Partei und des Präsidenten.
Im März 2011 gab sie bekannt, sich bei der Senatswahl 2012 um das Mandat des nicht mehr kandidierenden Demokraten Jeff Bingaman zu bewerben. Innerparteilich setzte sie sich in der Vorwahl gegen Ex-Gouverneur Gary E. Johnson durch. In der Hauptwahl unterlag sie dem Demokraten Martin Heinrich.
In der Regierung Trump war sie vom 16. Mai 2017 bis zum 31. Mai 2019 Secretary of the Air Force.